# Premio Goya alla carriera

Il Goya alla Carriera (Goya de Honor) è il premio che l'Accademia delle arti e delle scienze cinematografiche di Spagna concede a 

## Albo d'oro

### Anni 1987-1989
- 1987 – José Aguayo (Direttore della fotografia)
- 1988 – Rafaela Aparicio (Attrice)
- 1989 – Imperio Argentina (Attrice)

### Anni 1990-1999
- 1990 – Victoriano López García (Direttore del I.I.E.C.)
- 1991 – Enrique Alarcón (Direttore artistico)
- 1992 – Emiliano Piedra (produttore)
- 1993 – Manuel Mur Oti (Regista)
- 1994 – Tony Leblanc (Attore)
- 1995 – José María Forqué (Regista e Produttore)
- 1996 – Federico G. Larraya (Direttore artistico)
- 1997 – Miguel Picazo (Regista e Attore)
- 1998 – Rafael Azcona (Sceneggiatore)
- 1999 – Rafael Alonso (Attore)

### Anni 2000-2009
- 2000 – Antonio Isasi-Isasmendi (Regista e Produttore)
- 2001 – José Luis Dibildos (Produttore e Sceneggiatore)
- 2002 – Juan Antonio Bardem (Regista)
- 2003 – Manuel Alexandre (Attore)
- 2004 –Héctor Alterio (Attore)
- 2005 – José Luis López Vázquez (Attore)
- 2006 – Pedro Masó (Regista, Sceneggiatore e Produttore)
- 2007 – Tedy Villalba (Produttore)
- 2008 – Alfredo Landa (Attore)
- 2009 – Jesús Franco (Regista, Attore, Sceneggiatore, Compositore, Produttore, Montatore)

### Anni 2010-2019
- 2010 – Antonio Mercero – Regista, Sceneggiatore)
- 2011 – Mario Camus (Regista, Sceneggiatore)
- 2012 – Josefina Molina (Regista, Sceneggiatrice)
- 2013 – Concha Velasco (Attrice)
- 2014 – Jaime de Armiñán (Regista,  Sceneggiatore)
- 2015 – Antonio Banderas (Attore, Regista, Sceneggiatore)
- 2016 – Mariano Ozores (Regista, Sceneggiatore)
- 2017 – Ana Belén (Attrice, cantante)
- 2018 – Marisa Paredes (Attrice)
- 2019 – Narciso Ibáñez-Serrador (Regista)

### Anni 2020-2029
- 2020 – Marisol (Attrice, Cantante)
- 2021 – Ángela Molina (Attrice)
- 2022 – José Sacristán (Attore)
- 2023 – Carlos Saura (Regista, Sceneggiatore)
- 2024 – Juan Mariné Bruguera (Direttore della fotografia)